# A Way Away
Albums de Indica
"Valoissa"
(2008)
A Way Away est le cinquième album studio du groupe de pop rock finlandais Indica, sorti le 25 juin 2010 en France.
Il a été produit par l'auteur-compositeur du groupe finlandais Nightwish, Tuomas Holopainen.
Il est le premier album chanté en anglais, du fait du succès dépassant les frontières finlandaise, bien que beaucoup de fans non locuteurs du finnois apprécient notamment le groupe pour la couleur particulière des paroles dans cette langue peu commune. Cet album signifie en français "Une Voie Lointaine".

## Liste des titres
Toutes les paroles sont écrites par Jonsu & Rory Winston sauf Precious Dark, écrites par Tuomas Holopainen, toute la musique est composée par Jonsu.
| No  | Titre              | Titre original | Durée |
| --- | ------------------ | -------------- | ----- |
| 1.  | Islands Of Light   | Vuorien taa    | 3:02  |
| 2.  | Precious Dark      | Pidä kädestä   | 3:49  |
| 3.  | Children of Frost  | Hiljainen maa  | 5:20  |
| 4.  | Lilja's Lament     | Rannalla       | 5:54  |
| 5.  | In Passing         | Valoissa       | 3:43  |
| 6.  | Scissor Paper Rock | Ikuinen virta  | 4:28  |
| 7.  | A Way Away         | Nukkuu kedolla | 5:04  |
| 8.  | As If              | Elä            | 3:27  |
| 9.  | Straight and Arrow | Pahinta tänään | 3:30  |
| 10. | Outside In         | Ulkona         | 3:50  |
| 11. | Nursery Crimes     | Noita          | 3:59  |
| 12. | Eerie Eden         | Vettä vasten   | 7:53  |

## Composition du groupe
- Johanna "Jonsu" Salomaa – chants, violon, guitares, claviers
- Heini Säisä – basse, chœurs
- Sirkku Karvonen – claviers, clarinette, chœurs
- Jenny Mandelin – guitares, chœurs
- Laura Häkkänen – batterie

## Crédits
- Paroles : Jonsu & Rory Winston, sauf  Precious Dark par Tuomas Holopainen.
- Musique : Jonsu, sauf  Precious Dark par Tuomas Holopainen.
- Ingénieur du son : Tero Kinnunen
- Producteurs :
  - Tuomas Holopainen - piste 1, 3 à 10.
  - Roland Spremberg - piste 2,3 & 5.
  - Indica - piste 7.

## Charts
| Pays     | Chart              | #   | Réf   |
| -------- | ------------------ | --- | ----- |
| Autriche | Ö3 Austria Top 40  | 52  | [ 2 ] |
| Finlande | Mitä hittiä        | 8   | [ 3 ] |
| France   | SNEP               | 185 | [ 4 ] |
| Grèce    | Greek Albums Chart | 45  | [ 5 ] |
| Suisse   | Swiss Music Charts | 32  | [ 6 ] |